# Кимбалл, Джеффри
Джеффри Кимбалл (англ. Jeffrey Kimball; род. 29 мая 1943, Уичито, Канзас) — американский кинооператор.

## Биография
Родился 29 мая 1943 года в городе Уичито, США. Учился в Университете Северного Техаса в городе Дентон, изучая психологию и музыку. В 1964 году его взяли стажёром в «Warner Bros.». Карьеру кинооператора начал с документального фильма «On the Line» 1971 года. Его следующей работой стала картина 1985 года «Легенда о Билли Джин». Известен по фильмам «Лучший стрелок» и «Полицейский из Беверли-Хиллз 2» режиссёра Тони Скотта, «Миссия невыполнима 2» и «Час расплаты» режиссёра Джона Ву, а также по фильмам «Кудряшка Сью», «Звёздный путь: Возмездие» и «Неудержимые». За фильм «Миссия невыполнима 2» Кимбалл был номинирован на премию «Спутник» за лучшую операторскую работу.
Член Американского общества кинооператоров с 1990 года.

## Избранная фильмография
- 1986 — Лучший стрелок / Top Gun (реж. Тони Скотт)
- 1987 — Полицейский из Беверли-Хиллз 2 / Beverly Hills Cop 2 (реж. Тони Скотт)
- 1990 — Месть / Revenge (реж. Тони Скотт)
- 1990 — Лестница Иакова / Jacob’s Ladder (реж. Эдриан Лайн)
- 1991 — Кудряшка Сью / Curly Sue (реж. Джон Хьюз)
- 1993 — Настоящая любовь / True Romance (реж. Тони Скотт)
- 1994 — Специалист / The Specialist (реж. Луис Льоса)
- 1998 — Дикость / Wild Things (реж. Джон МакНотон)
- 1999 — Стигматы / Stigmata (реж. Руперт Вейнрайт)
- 2000 — Миссия невыполнима 2 / Mission: Impossible II (реж. Джон Ву)
- 2002 — Говорящие с ветром / Windtalkers (реж. Джон Ву)
- 2002 — Звёздный путь: Возмездие / Star Trek: Nemesis (реж. Стюарт Бэрд)
- 2003 — Час расплаты / Paycheck (реж. Джон Ву)
- 2004 — Большая кража / The Big Bounce (реж. Джордж Эрмитаж)
- 2005 — Будь круче! / Be Cool (реж. Ф. Гэри Грей)
- 2006 — Игра по чужим правилам / Glory Road (реж. Джеймс Гартнер)
- 2008 — Четыре Рождества / Four Christmases (реж. Сет Гордон)
- 2009 — Так себе каникулы / Old Dogs (реж. Уолт Беккер)
- 2010 — Неудержимые / The Expendables (реж. Сильвестр Сталлоне)
- 2011 — Двойной агент / The Double (реж. Майкл Брандт)